# UA (Sängerin)

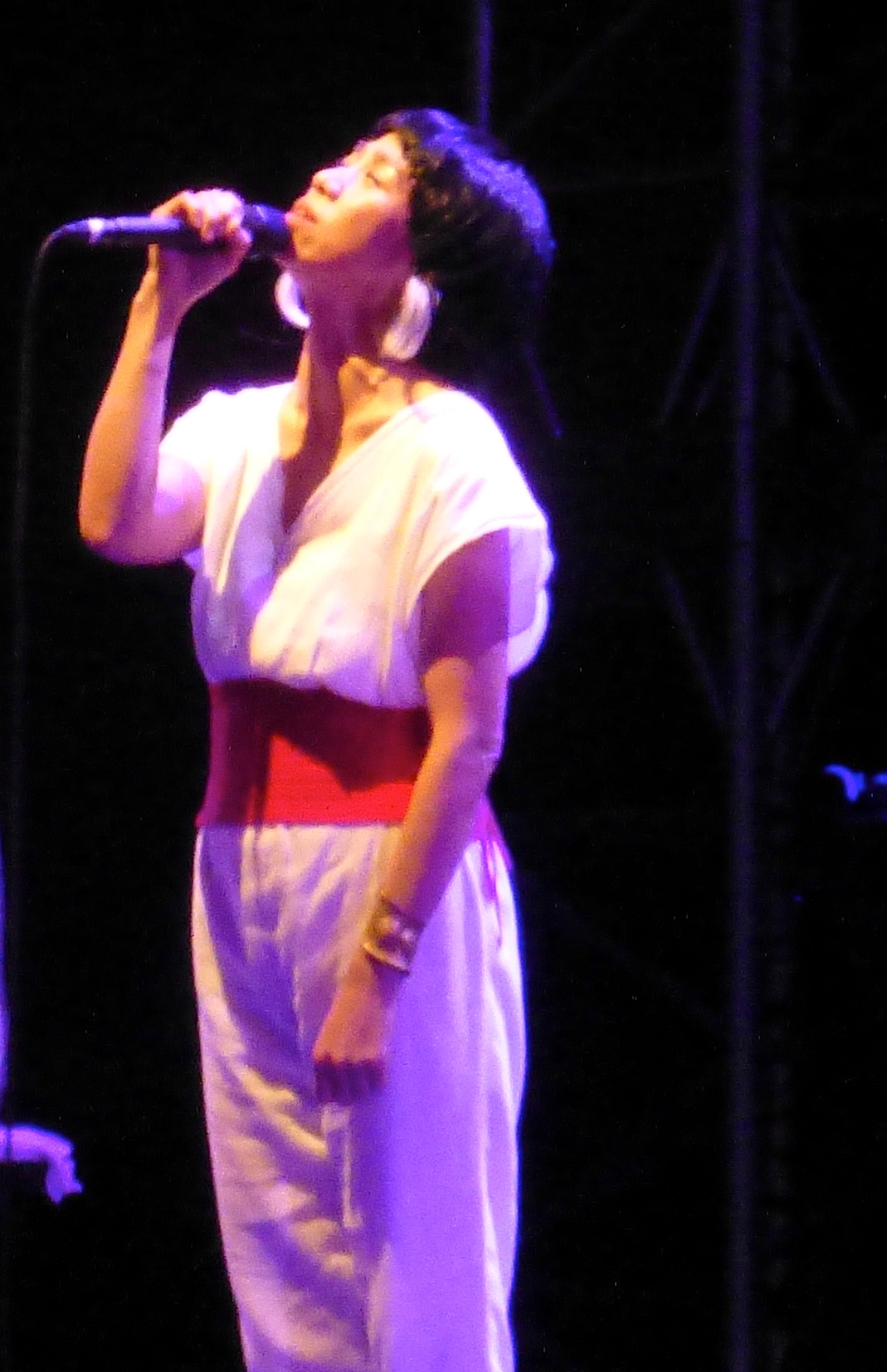
UA live (2016)

UA (eigentlicher Name: Kaori Shima, 嶋歌織; * 11. März 1972 in Suita) ist eine japanische Sängerin und Schauspielerin.

## Leben und Wirken
Ihr Künstlername ist ein Wort aus dem Swahili, das „Blume“ oder „töten“ bedeutet. Wegen ihrer Ehe mit dem Schauspieler Jun Murakami, mit dem sie von 1996 bis August 2006 verheiratet war, nennt man sie auch Kaori Murakami. Am 7. Juli 2007 trat sie beim Live-Earth-Konzert in Kyōto auf.
Als Schauspielerin verkörperte sie die Rolle der Ryo im Drama 水の女 (Mizu no onna, Woman of Water) von 2002 und spielte Manager Kobori in der Komödie Dai-Nipponjin von 2007.

## Diskografie

### Alben
| Jahr | Titel                           | Höchstplatzierung, Gesamtwochen, AuszeichnungChartsChartplatzierungen (Jahr, Titel, Platzierungen, Wochen, Auszeichnungen, Anmerkungen) | Anmerkungen                                                                                      |
| Jahr | Titel                           | JP | Anmerkungen                                                                                      |
| ---- | ------------------------------- | --- | ------------------------------------------------------------------------------------------------ |
| 1995 | Petit                           | — | Erstveröffentlichung: 21. Oktober 1995 EP                                                        |
| 1996 | 11                              | JP3 ×2Doppelplatin · (33 Wo.)JP | Erstveröffentlichung: 23. Oktober 1996                                                           |
| 1997 | Fine Feathers Make Fine Birds   | JP7 Gold · (11 Wo.)JP | Erstveröffentlichung: 23. April 1997 Livealbum                                                   |
| 1998 | Ametora                         | JP2 Platin · (14 Wo.)JP | Erstveröffentlichung: 22. April 1998                                                             |
| 1999 | Ringo                           | — | Erstveröffentlichung: 28. April 1999                                                             |
| 1999 | Turbo                           | JP6 Gold · (7 Wo.)JP | Erstveröffentlichung: 27. Oktober 1999                                                           |
| 2002 | Dorobō                          | JP14 Gold · (5 Wo.)JP | Erstveröffentlichung: 19. September 2002                                                         |
| 2003 | Sora no Koya                    | — | Erstveröffentlichung: 23. April 2003 Livealbum                                                   |
| 2003 | Illuminate: The Very Best Songs | JP4 Platin · (22 Wo.)JP | Erstveröffentlichung: 17. Dezember 2003 Kompilation                                              |
| 2004 | Utauua                          | JP47 (15 Wo.)JP | Erstveröffentlichung: 13. März 2004 mit den Liedern für das Kinderhilfsprogramm Do Re Mi des NHK |
| 2004 | Sun                             | JP26 Gold · (9 Wo.)JP | Erstveröffentlichung: 24. März 2004                                                              |
| 2004 | la                              | — | Erstveröffentlichung: 20. Oktober 2004 Livealbum                                                 |
| 2005 | Breathe                         | JP44 (7 Wo.)JP | Erstveröffentlichung: 30. März 2005                                                              |
| 2005 | Nephews                         | JP42 (4 Wo.)JP | Erstveröffentlichung: 26. Oktober 2005 Kompilation                                               |
| 2007 | Golden Green                    | JP21 (8 Wo.)JP | Erstveröffentlichung: 20. Juni 2007                                                              |
| 2009 | Atta                            | JP39 (5 Wo.)JP | Erstveröffentlichung: 22. Juli 2009                                                              |
| 2010 | Haluto Live                     | JP84 (2 Wo.)JP | Erstveröffentlichung: 7. April 2010 Livealbum                                                    |
| 2010 | Kaba                            | JP58 (6 Wo.)JP | Erstveröffentlichung: 23. Juni 2010                                                              |
| 2016 | JaPo                            | JP57 (6 Wo.)JP | Erstveröffentlichung: 11. Mai 2016                                                               |
| 2022 | Are U Romantic?                 | JP33 (8 Wo.)JP | Erstveröffentlichung: 25. Mai 2022 EP                                                            |

### Singles
| Jahr | Titel Album                                   | Höchstplatzierung, Gesamtwochen, AuszeichnungChartsChartplatzierungen (Jahr, Titel, Album, Platzierungen, Wochen, Auszeichnungen, Anmerkungen) | Anmerkungen                              |
| Jahr | Titel Album                                   | JP | Anmerkungen                              |
| ---- | --------------------------------------------- | --- | ---------------------------------------- |
| 1995 | Horizon Petit                                 | — | Erstveröffentlichung: 21. Juni 1995      |
| 1995 | Colony –                                      | — | Erstveröffentlichung: 21. September 1995 |
| 1996 | Taiyō Te ni Tsuki ha Kokoro no Ryote ni Petit | — | Erstveröffentlichung: 21. Februar 1996   |
| 1996 | Jonetsu 11                                    | JP18 Gold · (23 Wo.)JP | Erstveröffentlichung: 21. Juni 1996      |
| 1996 | Rhythm 11                                     | JP20 (8 Wo.)JP | Erstveröffentlichung: 24. September 1996 |
| 1996 | Kumo ga Chigireru Toki 11                     | — | Erstveröffentlichung: 21. November 1996  |
| 1997 | Amai Unmei –                                  | JP10 Platin · (13 Wo.)JP | Erstveröffentlichung: 21. Februar 1997   |
| 1997 | Kanashimi Joni Ametora                        | JP11 Gold · (11 Wo.)JP | Erstveröffentlichung: 22. Oktober 1997   |
| 1998 | Milk Tea Ametora                              | JP21 Gold · (8 Wo.)JP | Erstveröffentlichung: 25. Februar 1998   |
| 1998 | Yuganda Taiyō Ametora                         | — | Erstveröffentlichung: 21. Mai 1998       |
| 1998 | Kazoetarinai Yoru no Ashioto Turbo            | JP29 (9 Wo.)JP | Erstveröffentlichung: 26. November 1998  |
| 1999 | Skirt no Suna Turbo                           | JP18 (5 Wo.)JP | Erstveröffentlichung: 28. April 1999     |
| 1999 | Private Surfer Turbo                          | JP23 (4 Wo.)JP | Erstveröffentlichung: 22. September 1999 |
| 1999 | Kazoetarinai Yoru no Ashioto Turbo            | — | Erstveröffentlichung: 26. November 1998  |
| 2002 | Senko Dorobō                                  | JP18 (3 Wo.)JP | Erstveröffentlichung: 24. Juli 2002      |
| 2002 | Dorobon Dorobō                                | — | Erstveröffentlichung: 18. Dezember 2002  |
| 2004 | Lightning Sun                                 | — | Erstveröffentlichung: 3. März 2004       |
| 2004 | Odoru Tori to Kin no Ame Sun                  | — | Erstveröffentlichung: 26. Mai 2004       |
| 2007 | Ōgon no Midori / Love Scene Golden Green      | JP65 (3 Wo.)JP | Erstveröffentlichung: 2. Mai 2007        |
| 2008 | 2008 Atta                                     | JP116 (1 Wo.)JP | Erstveröffentlichung: 17. Dezember 2008  |

### Videoalben
| Jahr | Titel                           | Höchstplatzierung, Gesamtwochen, AuszeichnungChartsChartplatzierungen (Jahr, Titel, Platzierungen, Wochen, Auszeichnungen, Anmerkungen) | Anmerkungen                              |
| Jahr | Titel                           | JP | Anmerkungen                              |
| ---- | ------------------------------- | --- | ---------------------------------------- |
| 1998 | Ametora ’98                     | — | Erstveröffentlichung: 1998               |
| 2003 | Sora no Koya                    | — | Erstveröffentlichung: 2003               |
| 2003 | Illuminate: The Very Best Clips | JP16 (5 Wo.)JP | Erstveröffentlichung: 17. September 2003 |